# 국부난방
국부난방(局部煖房)은 열원을 각 방마다 설치하여 방 단위로 따뜻하게 하는 난방방식이다. 시설비와 연료비를 절약할 수 있으나, 연료를 각 방마다 일일이 옮겨야 하는 불편이 따르고, 화재나 실내 공기가 오염될 위험이 높다.